# Pterolophia transverseunifasciata
Pterolophia transverseunifasciata är en skalbaggsart som beskrevs av Stefan von Breuning 1972. Pterolophia transverseunifasciata ingår i släktet Pterolophia och familjen långhorningar. Inga underarter finns listade i Catalogue of Life.